# 伊莫河
4°28′14″N 7°35′38″W / 4.47056°N 7.59389°W
伊莫河是尼日利亞的河流，位於該國東南部，河道全長241公里，流域面積9,100平方公里，發源自伊莫州奧基圭，河口處在阿夸伊博姆州，最終注入大西洋。